# Сторожове
Сторожо́ве — село в Україні, у Чутівській селищній громаді Полтавського району Полтавської області. Населення становить 517 осіб.

## Географія
Село Сторожеве знаходиться на правому березі річки Коломак, вище за течією на відстані 7 км розташоване село Новофедорівка, нижче за течією на відстані 2,5 км розташоване село Бурти, на протилежному березі — село Зеленківка. Річка в цьому місці звивиста, утворює лимани, стариці та заболочені озера.

## Історія
«За гетьманщини тут стояла сторожа відъ татарських наїздівъ; а за Екатерини вже стало село и належало до Черняковского дівочого манастиря (що біля Великих Будищъ)… Був млинъ водяний и гребля; йшла чумацька дорога, з Харківськихъ сіл…Тепер же Сторожева обідніла, — всёго одна церква. Обивателівъ щитаетця: 1700 казенних поселень, та 1900 козаків…»
За даними на 1859 рік у казенному селі Сторожова (Чернеччина) Полтавського повіту Полтавської губернії, мешкало 1429 осіб (670 чоловічої статі та 759 — жіночої), налічувалось 254 дворових господарства, існувала православна церква, приходське училище, волосне та сільське правління.
12 червня 2020 року, відповідно до розпорядження Кабінету Міністрів України № 721-р «Про визначення адміністративних центрів та затвердження територій територіальних громад Полтавської області», село увійшло до складу Чутівської селищної громади.
19 липня 2020 року, в результаті адміністративно — територіальної реформи та ліквідації Чутівського району, село увійшло до складу новоутвореного Полтавського району.

## Економіка
- ТОВ «Сторожеве».

## Об'єкти соціальної сфери
- Школа.
- Клуб.

## Персоналії
- Калабалін Семен Опанасович — педагог, вихованець Полтавської трудової колонії імені М. Горького, друг, соратник і послідовник А. С. Макаренка, прототип Семена Карабанова у «Педагогічній поемі».
- Старицький Дмитро Михайлович — український театральний діяч, режисер і драматург.